# پرچم بلیز
پرچم بلیز برای اولین بار در ۲۱ سپتامبر ۱۹۸۱ به رسمیت شناخته شد. به‌عنوان پرچم غیر نظامی و پرچم استان شناخته می‌شود و هم‌چنین دارای تناسب ۲:۳ می‌باشد. برخی پرچم بلیز را اولین پرچمی می‌دانند که در آن شکل انسان ترسیم شده است.